# Cryphoeca pirini
Espèce
Synonymes
- Hahnia pirini Drensky, 1921

Cryphoeca pirini est une espèce d'araignées aranéomorphes de la famille des Cybaeidae.

## Distribution
Cette espèce est endémique de Bulgarie. Elle se rencontre dans le Pirin.

## Étymologie
Son nom d'espèce lui a été donné en référence au lieu de sa découverte, le Pirin.

## Publication originale
- Drensky, 1921 : Contribution à l'étude des araignées de la Macédoine or et de Pirine Planina. Spisanié na Beulgarskata Akademia na Naoukite, vol. 23, p. 1-80.